# Pleiocoryne
Plectroniella  es un género de plantas con flores perteneciente a la familia de las rubiáceas. Incluye una sola especie: Pleiocoryne fernandensis (Hiern) Rauschert (1982).
Es nativo del centro y sur de África.